# Kapalówka
Kapalówka (526 m) – wzniesienie w Grupie Żurawnicy, która w regionalizacji fizycznogeograficznej Polski według Jerzego Kondrackiego zaliczana jest do Beskidu Małego, w nowszej regionalizacji z 2018 roku do Pasm Pewelsko-Krzeszowskich.
Nazwa wzniesienia pochodzi od leżącego u jego południowego podnóża i należącego do wsi Kuków osiedla Kapalówka. Kapalówka to mało wybitne wzniesienie, będące ostatnim, najdalej na zachód wysuniętym, nazwanym wzniesieniem Grupy Żurawnicy. Znajduje się na tym samym grzbiecie co Kukowska Gajka, w odległości ponad 700 m od niego na południowy wschód. Północno-zachodni stok Kapalówki stromo opada do potoku Targoszówka, południowo-wschodni znacznie łagodniej do bezimiennego dopływu Kocońki, południowy do Kocońki, południowo-zachodni w widły Kocońki i Targoszówki. Kapalówka jest porośnięta lasem, ale łagodne stoki południowo-wschodni i południowy zajmują pola uprawne wsi Kuków i Krzeszów w województwie małopolskim, w powiecie suskim, w gminie Stryszawa. Wschodnimi stokami Kapalówki biegnie granica między tymi miejscowościami. Nie prowadzi przez nią żaden szlak turystyczny.